# Arcipelago di Ritchie
L'arcipelago di Ritchie è un gruppo di isole 20 km a nord delle Grandi Andamane e da Andaman Settentrionale, l'isola principale dell'arcipelago. Le isole fanno parte del distretto di Andaman Meridionale, nel territorio federato delle Andamane e Nicobare.
Il nome dell'arcipelago viene da John Ritchie, un militare della marina britannica del XVIII secolo. Per due decenni ha cartografato le Andamane e la regione circostante. Le singole isole dell'arcipelago sono largamente battezzate con nomi di ufficiali britannici che hanno servito in India durante la Ribellione del 1857.

## Geografia
Le isole si trovano nel Golfo del Bengala, al confine con il Mare delle Andamane e a circa 400 kma sud del continente asiatico, il cui punto più prossimo è Capo Negrais in Myanmar.
L'arcipelago comprende quattro isole più grandi, tre isole di medie dimensioni e dieci isole minori e isolotti, che si estendono in una catena diretta approssimativamente lungo una linea nord-sud, parallela al principale gruppo delle Grandi Andamane. L'isola di Baratang e Ataman Meridionale  si trovano ad ovest, separate dallo stretto Diligent; il vulcano dell'isola Barren è invece a 85 km più ad est.